# L'isola di Montecristo
L'isola di Montecristo è un film del 1948 diretto da Mario Sequi